# Sarah Murdoch

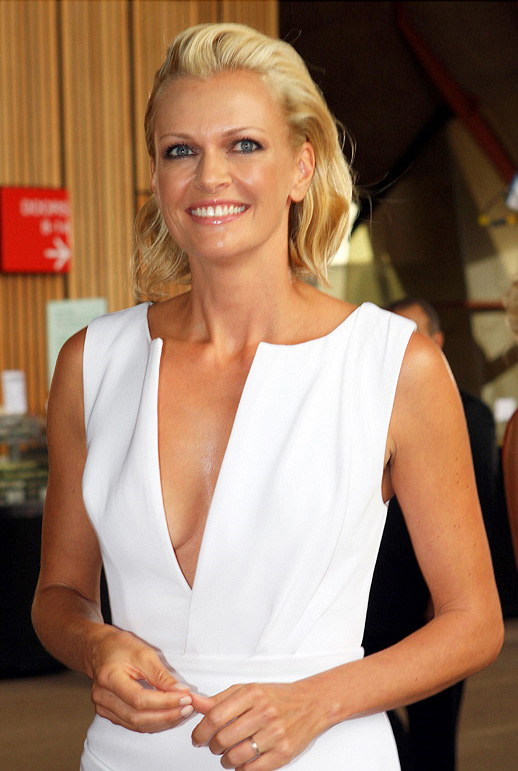
Sarah Murdoch

Sarah Murdoch (geborene Sarah O’Hare, * 31. Mai 1972 in London, England) ist ein britisch-australisches Model und Moderatorin.
Sie ist Gastgeberin der Castingshow Australia’s Next Top Model.

## Leben
Sarah O’Hare wuchs in Sydney, Australien auf. Nachdem sie 1989 ihre Ballettausbildung erfolgreich am McDonald College beendet hatte, wandte sie sich der Modelbranche zu und war tätig in Werbekampagnen unter anderem für Yves Saint Laurent, Estée Lauder und die Firma Revlon.
Im Jahre 1999 heiratete sie Lachlan Murdoch, den ältesten Sohn von Rupert Murdoch. Sie haben zusammen zwei Söhne und eine Tochter.

## Film
Erste Eindrücke als Schauspielerin konnte die damalige Sarah O’Hare unter anderem in der Fernsehserie Friends sammeln, in der sie für eine Folge eine Gastrolle übernehmen durfte. Ihr Filmdebüt gab sie 2001 an der Seite von Freddie Prinze junior und Monica Potter im Film Hals über Kopf. In einer Nebenrolle spielte sie das Model Candi.

## Australia’s Next Top Model
Sarah stieg in Staffel 5 bei Australia’s Next Top Model als Moderatorin ein und löste ihre Kollegin Jodhi Meares ab. Im Jahre 2010, der sechsten Staffel der Show und der zweiten, an der sie mitwirkte, unterlief ihr ein grober Fehler bei der Kürung der Gewinnerin. In der Finalshow, die live ins ganze Land übertragen wurde, ernannte sie Kelsey Martinovich zum nächsten Topmodel Australiens, um wenige Momente später zu verkünden, es handle sich um einen Irrtum. Martinovich war nur zweite, Gewinnerin der Show war Amanda Ware. Obwohl Murdoch bekräftigt, man habe ihr das falsche Ergebnis mitgeteilt und es wäre nicht ihr Fehler, spricht die australische Medienlandschaft vom peinlichsten Moment der Fernsehgeschichte des Landes.